# Taedia pallidula
Taedia pallidula är en insektsart som först beskrevs av Mcatee 1917.  Taedia pallidula ingår i släktet Taedia och familjen ängsskinnbaggar. Inga underarter finns listade i Catalogue of Life.